# Pian (médecine)
Pour les articles homonymes, voir Pian.
 Mise en garde médicale

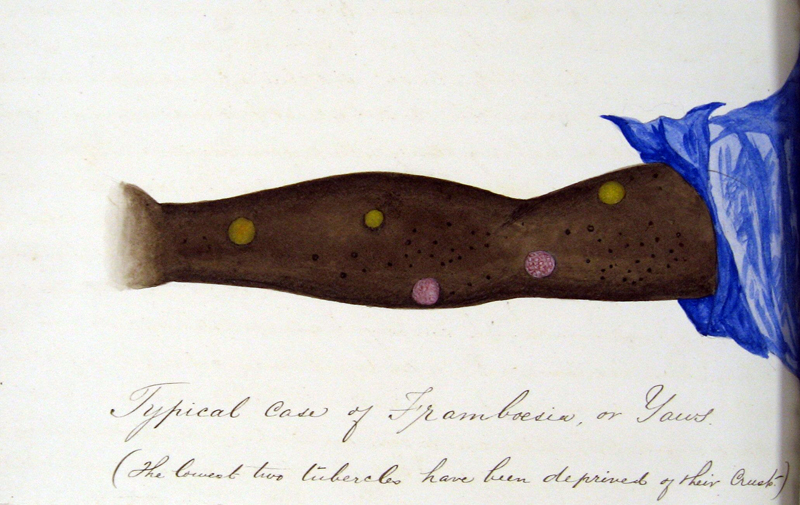
Planche médicale présentant les infections en bourgeon de type « framboise »

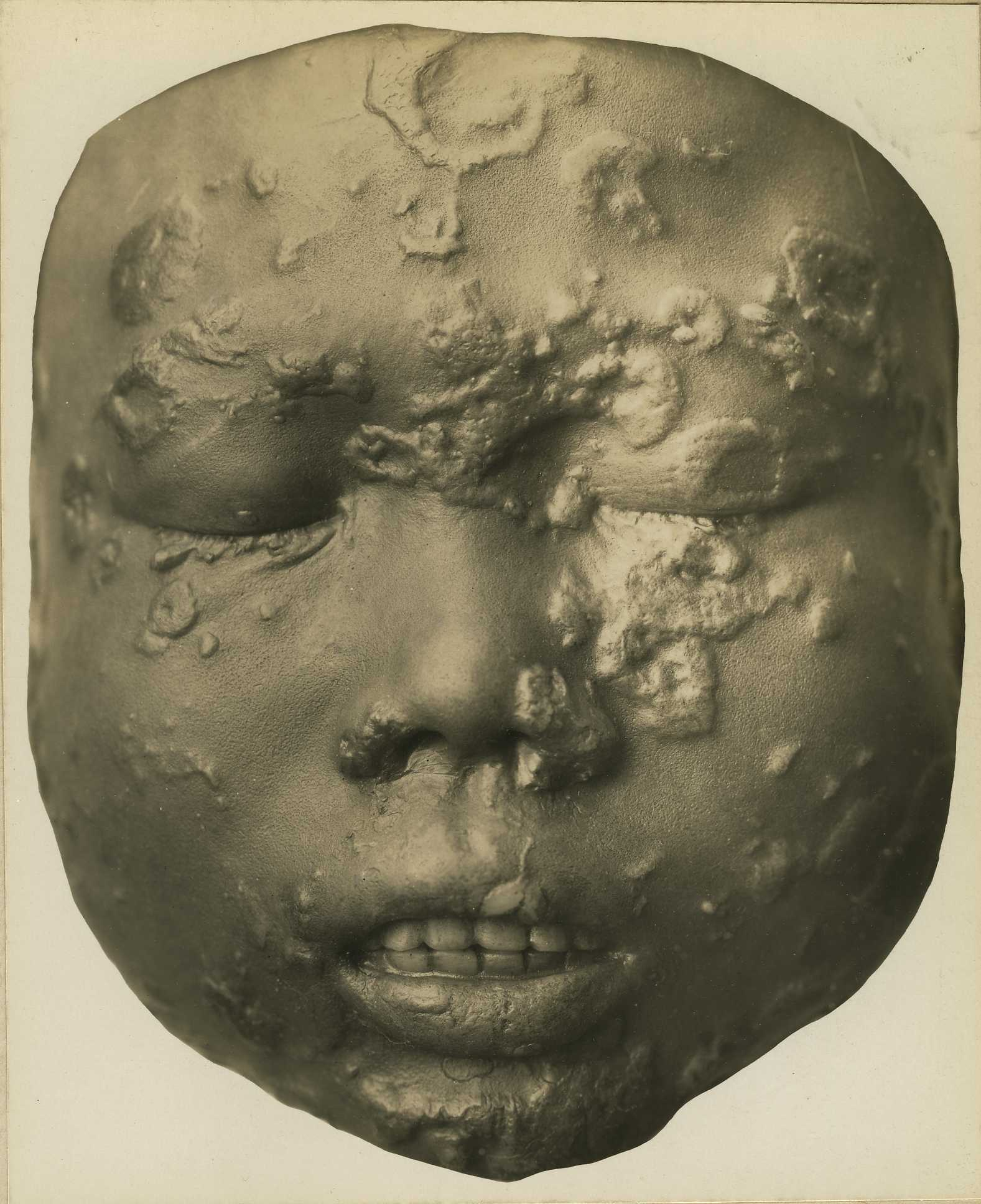
Modèle de cire pédagogique, présentant le pian, au stade de l'éruption secondaire chez un enfant de Java âgé de 12 ans.

Le pian est une maladie infectieuse chronique, causée par Treponema pallidum pertenue, un tréponème. C'est la tréponématose endémique la plus fréquente. Depuis 2007, elle fait partie de la liste OMS des 20 maladies tropicales négligées. L'humain est le seul réservoir de la maladie. Son éradication mondiale est en cours, d'abord annoncée par l'Organisation mondiale de la santé pour 2020 puis reportée à 2030.
Cette maladie est endémique dans 15 pays différents, dans les régions tropicales d'Amérique latine, d'Afrique subsaharienne, d'Asie et d'Océanie.
Elle entraîne une infection cutanée pouvant ensuite s'étendre et produire des lésions dans les tissus profonds, notamment osseux, par contiguïté. La transmission, directe, se fait par contact cutané avec une lésion infectée, le plus souvent dans l'enfance. Ce n'est pas une infection sexuellement transmissible.
Le pian n'est pas une maladie mortelle, mais elle est douloureuse, défigurante et socialement stigmatisante. Non traitée, elle entraine un handicap définitif dans 10 % des cas.

## Synonymes
Le terme pian serait d'origine antillaise, à la suite de la déportation d'esclaves noirs aux Antilles[réf. souhaitée]. La même affection est décrite sous différents termes médicaux synonymes :
- chancre pianique
- framboesia
- framboesia tropica
- pianome
- yaws (en anglais)

## Épidémiologie
Le pian sévit surtout dans les communautés rurales pauvres des forêts tropicales chaudes et humides. Entre 75 et 80 % des patients atteints du pian ont moins de 15 ans.
Des 50 millions de cas mondiaux dans les années 1950, le nombre a chuté à moins de 2,5 millions de cas dans les années 1970, à la suite d'une première tentative d'éradication mondiale. Dans les années 1980-1990, la maladie a présenté une résurgence, probablement à cause d'une baisse de la vigilance, et en raison de la pandémie de sida qui augmente les risques d'infection.
En 2016, le pian reste endémique dans 13 pays (Afrique, Asie du Sud-Est). Il n'est plus un problème de santé publique en Amérique centrale et du sud, et en Inde. Cependant, l'élimination reste encore à confirmer pour 73 pays (vérification des systèmes de surveillance).
Entre 2008 et 2012 plus de trois cent mille cas ont été signalés à l'OMS. La grande majorité des cas se trouvent dans trois pays : Papouasie-Nouvelle-Guinée, Îles Salomon et Ghana.
En 2023, 222 384 cas suspects sont signalés à l'OMS par 14 pays, mais seuls 1496 ont été confirmés dans 10 pays. 85 % des cas suspects se trouvent en Papouasie-Nouvelle-Guinée (100 165) et en Indonésie (88 646). Les autres pays qui rapportent le plus de cas suspects sont les îles Salomon (9 402), la Côte d'Ivoire (8 200), le Ghana (5 106) et le Togo (4 886).

## Transmission
Le pian se transmet par contact direct cutané entre une lésion active contagieuse d'un sujet infecté et des lésions minimes (abrasions, écorchures, etc.) d'un sujet sain.
La période d'incubation (entre l'inoculation et l'apparition de lésion primaire) dure entre 9 et 90 jours, avec une moyenne de 21 jours.

## Symptômes
Comme dans d'autres maladies dues à des spirochètes (maladie de Lyme, syphilis) la maladie se développe en 3 phases. Toutefois, chez le pian, ces 3 phases sont moins distinctes et peuvent se chevaucher.

### Période primaire
Apparition d'une papule puis d'un ulcère, de 2  à   5 cm, dont le fond est bourgeonnant. Le bourgeon dépasse souvent la surface en formant parfois des excroissances (« framboises ») remplies de bactéries. La période primaire dure 3 à 6 mois.

### Période secondaire
Des ulcères secondaires apparaissent à partir de la lésion initiale, de plus en plus nombreux, en persistant plus de six mois.
Ces lésions primaires et secondaires peuvent guérir spontanément. Le patient reste cependant dans une période de latence durant laquelle il n'est pas contagieux. Cette phase latente peut durer plusieurs années, voire toute la vie du patient. Cependant, cette phase latente peut se terminer à tout moment, avec l'apparition de lésions tertiaires, le plus souvent destructrices mais non contagieuses.

### Période tertiaire
Un abcès gommeux se localise au système osseux et cartilagineux. La maladie provoque alors un handicap chronique, voire définitif (déformations des os longs des extrémités, ulcères destructeurs du palais et du nez). Ce stade tertiaire qui concernait historiquement (avant l'antibiothérapie) près de 10 % des patients est devenu rare au XXIe siècle.

## Diagnostic
L'agent du pian, Treponema pallidum pertenue, est morphologiquement identique à Treponema pallidum pallidum, l'agent de la syphilis. Les tests sérologiques classiques ne peuvent pas faire la différence entre la syphilis sexuellement transmissible et les tréponématoses endémiques  dont le pian, le bejel et la pinta.
Depuis 2013, il a été confirmé que des tests rapides de type POC (rapid dual platform Point-Of-Care) peuvent distinguer précisément le pian actif ou non traité.
Les tests PCR (Polymerase Chain Reaction) peuvent être utiles pour confirmer le diagnostic et/ou surveiller l'apparition éventuelle de phénomènes de résistances aux antibiotiques.

### Diagnostic différentiel
Les lésions cutanées de pian sont à distinguer de manifestations similaires d'autres maladies.

#### Autres tréponématoses
- à T. pallidum pallidum (Syphilis) : maladie sexuellement transmissible, de répartition mondiale, touchant surtout les adultes avec des lésions principalement génitales.
- à T. pallidum endemicum (Bejel) : maladie non sexuellement transmissible, touchant surtout les enfants, mais à la différence du pian, elle survient dans les régions chaudes et arides comme les déserts (Afrique, péninsule arabique). La transmission se fait par la salive, les lésions cutanées sont rares, et plus souvent localisées sur la muqueuse buccale.
- à T. carateum (Pinta) : maladie non sexuellement transmissible, touchant surtout les adultes. Elle se transmet par contact cutané, en climat chaud et humide (Amérique Centrale et du Sud). Les lésions initiales siègent sur les extrémités des membres inférieurs. Contrairement aux autres tréponématoses, elle reste une maladie uniquement cutanée sans complications osseuses.

#### Autres ulcères tropicaux
Au stade initial, les lésions de pian ne se distinguent guère de celles de la leishmaniose, d'une pyodermite, d'une infection à Fusobacterium, et du chancre mou (maladie sexuellement transmissible due à Haemophilus ducreyi).

## Traitement
Il n'existe pas de vaccin.

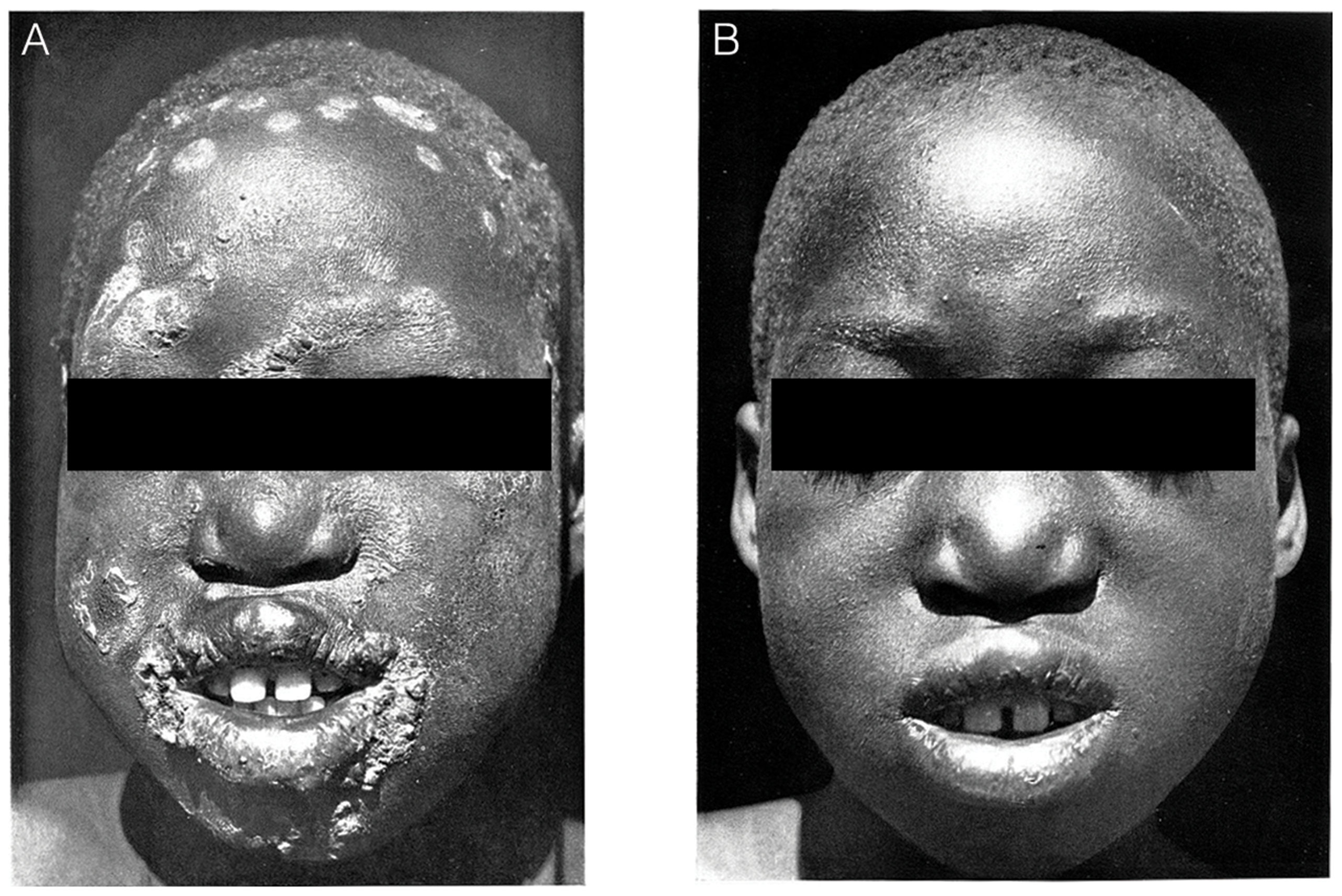
Visage photographié avant et 2 semaines après le traitement (injection unique de pénicilline benzathine).

Visage et bras gauche, avant et trois semaines après un traitement unique à l'azithromycine.

Le traitement de référence était la pénicilline, sous forme injectable en une seule injection. La prise orale est aussi efficace. Il nécessite une prise sur 7 à 10 jours, ce qui peut se révéler être difficile dans les pays d'endémie.
En 2012, on a montré que l'azithromycine, un antibiotique de type macrolide, était aussi efficace en dose unique par voie orale que la pénicilline par voie injectable. Un essai fait sur 250 enfants a montré que 30 milligrammes par kilogramme de poids corporel fonctionne aussi bien que la pénicilline. Cette découverte a été jugée comme la plus importante des 60 dernières années dans l'histoire du pian.
L'azithromycine est très utilisée dans le traitement de masse pour l'élimination du trachome, et sa sûreté est bien documentée. De même, les études pilotes menées en 2013, sur la faisabilité de l'éradication du pian n'ont pas montré l'apparition de résistances à l'azithromycine.

## Éradication
Une première tentative d'éradication a eu lieu durant la période 1952-1964, avec une réduction des cas de 95 %, mais elle est restée inachevée.
L'éradication de cette maladie est possible, car l'humain est le seul réservoir de la maladie (des gorilles porteurs d'ulcères à T. pallidum pertenue auraient cependant été découverts au début des années 2010) et il existe un traitement simple et efficace, facile à mettre en œuvre (logistique, acceptation des populations, etc.). En 2013, l'OMS s'est donné pour objectif l'éradication du pian en 2020. Le coût financier de la campagne est évalué à 100 millions d'USD, mais avec de grandes marges d'incertitudes jusqu'à trois ou dix fois plus. Le pian rejoindrait alors la dracunculose et la poliomyélite parmi les maladies susceptibles d'être éradiquées après la variole.
En 2019, un report est proposé à 2030, objectif jugé plus réaliste en raison des principales difficultés suivantes : l'insuffisance des engagements politiques et financiers, le nombre élevé de pays endémiques où la situation réelle est mal connue, et la difficulté à diagnostiquer les patients asymptomatiques, ceux en période latente de pian,.
Il est estimé que pour un cas de pian actif, il pourrait exister 6 à 10 cas de pian latent parmi l'entourage (cas contact) du patient. Il existe donc plusieurs stratégies d'éradication visant à interrompre la transmission : soit un traitement global communautaire (à l'échelle d'un pays ou d'une région), soit un traitement ciblé sur des communautés locales (à l'échelle d'un village ou d'une ville).
Ces différentes stratégies doivent aussi tenir compte d'une résistance à l'azithromycine qui commence à être signalée, en restant de peu d'importance par rapport aux rechutes des infections latentes.
L'éradication passe aussi par l'éducation des communautés à risque, et par l'amélioration de l'accès à l'hygiène pour réduire les risques de transmissions.
Depuis 2022, le pian est regroupé dans les maladies tropicales négligées cutanées (hydrocèle, lèpre, lymphœdème, ulcère de Buruli, gale…) dans une approche intégrée.